# Wilkes-Barre
Wilkes-Barre is een plaats (city) in de Amerikaanse staat Pennsylvania, en valt bestuurlijk gezien onder Luzerne County.

## Demografie
Bij de volkstelling in 2000 werd het aantal inwoners vastgesteld op 43.123.
In 2006 is het aantal inwoners door het United States Census Bureau geschat op 41.288, een daling van 1835 (-4.3%). In 2019 werd het aantal geschat op 40.766.

## Geografie
Volgens het United States Census Bureau beslaat de plaats een oppervlakte van
18,6 km², waarvan 17,7 km² land en 0,9 km² water.

## Plaatsen in de nabije omgeving
De onderstaande figuur toont nabijgelegen plaatsen in een straal van 4 km rond Wilkes-Barre.

## Geboren in Wilkes-Barre
- George Catlin (1796-1872), kunstschilder, schrijver en reiziger
- Florence Foster Jenkins (1868-1944), sopraan
- Bill Challis (1904-1994), arrangeur
- Hugo Winterhalter (1909-1973), orkestleider en arrangeur
- Joseph L. Mankiewicz (1909-1993), scenarioschrijver, filmregisseur en filmproducent
- Franz Kline (1910-1962), schilder abstract expressionisme
- Britton Chance (1913-2010), zeiler en biochemicus
- David Bohm (1917-1992), Amerikaans-Brits kwantum-natuurkundige
- Edward B. Lewis (1918-2004), geneticus en Nobelprijswinnaar (1995)
- James Karen (1923-2018), acteur
- Claudette Nevins (1937), actrice
- Mary Jo Kopechne (1940-1969), lerares, (juridisch) secretaresse, campagne specialist ('boiler room girl') voor Robert Kennedy
- William Daniel Phillips (1948), natuurkundige en Nobelprijswinnaar (1997)
- Mary McDonnell (1952), theater-, televisie- en filmactrice
- Darlanne Fluegel (1953-2017), actrice
- Howe Gelb (1956), singer-songwriter
- Harley Jane Kozak (1957), actrice en auteur